# Іржа та кістка
«Іржа та кістка» (фр. De rouille et d'os) — французько-бельгійський художній фільм-драма режисера Жака Одіара, прем'єра якої відбулася 17 травня 2012 року. У головних ролях задіяні Маріон Котіяр та Матіас Шонартс. Екранізація однойменної збірки оповідань Крейга Девідсона.
Стрічка увійшла до основної конкурсної програми 65-го Каннського кінофестивалю та була претендентом на «Золоту пальмову гілку», але поступилася цією кінематографічною нагородою. Багато світових кіноаналітиків вважали Маріон Котіяр претендентом на перемогу за найкращу жіночу роль на цьому кінозаході, а пізніше акторка стабільно входила до більшості списків претендентів на «Оскар», але у результаті залишилася без номінації.

## Сюжет
Історія починається на півночі Франції. Алі (Матіас Шонартс) залишається один без житла, без грошей зі своїм п'ятирічним сином Семом (Арман Вердьюр) і перебирається до Антибу, на південь, до своєї сестри з її чоловіком. Вони віддають в їх розпорядження гараж. Сестра доглядає за дитиною.
Бійка в нічному клубі зводить головного героя зі Стефані (Маріон Котіяр). Він проводжає її додому і залишає їй свій номер телефону. Стефані працює дресирувальницею косаток в парку Marineland. Одна з вистав закінчується трагедією, в результаті якої Стефані залишається без ніг. Алі допомагає дівчині повернутися до нормального життя. Проте, лише сам переживши життєві потрясіння, він зблизиться з нею остаточно.

## В ролях
| Актор              | Роль     |
| ------------------ | -------- |
| Маріон Котіяр      | Стефані  |
| Матіас Шонартс     | Алі      |
| Булі Ланнерс       | Мартіаль |
| Селін Саллетт      | Луїз     |
| Корінн Масьєро     | Анна     |
| Мура Фрарема       | Фуд      |
| Жан-Мішель Форрейя | Річард   |
| Арман Вердьюр      | Сем      |

## Виробництво
Зйомки фільму стартували у жовтні 2011 року і проходили упродовж двох місяців в Антибі, Канні, Бельгії, Парижі і північній Франції. Для демонстрації ампутованих ніг у головної героїні, Котіяр довелося носити спеціальний зелений гольф, який пізніше було оброблено на комп'ютері.

## Відгуки
Критики високо оцінили фільм: 82 % на Rotten Tomatoes з середнім рейтингом 7,6 з 10 та 73 бали зі 100 на Metacritic.

## Нагороди і номінації
| Рік  | Нагорода                                 | Категорія                        | Номінант                                        | Результат |
| ---- | ---------------------------------------- | -------------------------------- | ----------------------------------------------- | --------- |
| 2012 | Кінофестиваль романтичного кіно у Кабурі | Головний приз за найкращий фільм | Жак Одіар                                       | Перемога  |
| 2012 | Каннський кінофестиваль                  | Золота пальмова гілка            | Золота пальмова гілка                           | Номінація |
| 2012 | Голлівудська кінопремія                  | Найкраща жіноча роль             | Маріон Котіяр                                   | Перемога  |
| 2012 | Лондонський кінофестиваль                | Найкращий фільм                  | Найкращий фільм                                 | Перемога  |
| 2012 | Кінофестиваль у Вальядоліді              | Найкращий актор                  | Матіас Шонартс                                  | Перемога  |
| 2012 | Кінофестиваль у Вальядоліді              | Найкраща режисерська робота      | Жак Одіар                                       | Перемога  |
| 2012 | Кінофестиваль у Вальядоліді              | Найкращий сценарій               | Крейг Девідсон, Тома Бідеґен, Жак Одіар         | Перемога  |
| 2012 | Кінофестиваль у Вальядоліді              | Найкращий фільм                  | Найкращий фільм                                 | Номінація |
| 2012 | Золота зірка кіно                        | Найкращий фільм                  | Жак Одіар                                       | Перемога  |
| 2012 | Золота зірка кіно                        | Найкраща акторка                 | Маріон Котіяр                                   | Перемога  |
| 2012 | Золота зірка кіно                        | Найкращий актор-дебютант         | Матіас Шонартс                                  | Перемога  |
| 2012 | Золота зірка кіно                        | Найкращий сценарій               | Жак Одіар, Тома Бідеґен                         | Перемога  |
| 2013 | Премія «Магрітт»                         | Найкращий актор другого плану    | Булі Ланнерс                                    | Перемога  |
| 2013 | Премія «Магрітт»                         | Найкращий актор                  | Матіас Шонартс                                  | Номінація |
| 2013 | Премія «Люм'єр»                          | Найкращий режисер                | Жак Одіар                                       | Перемога  |
| 2013 | Премія «Люм'єр»                          | Найкращий сценарій               | Жак Одіар, Тома Бідеґен                         | Перемога  |
| 2013 | Премія «Люм'єр»                          | Найкращий фільм                  | Найкращий фільм                                 | Номінація |
| 2013 | Премія «Люм'єр»                          | Найкращий актор                  | Матіас Шонартс                                  | Номінація |
| 2013 | Лондонське коло кінокритиків             | Найкращий іноземний фільм року   | Найкращий іноземний фільм року                  | Перемога  |
| 2013 | Золотий глобус                           | Найкраща жіноча роль (драма)     | Маріон Котіяр                                   | Номінація |
| 2013 | Давид ді Донателло                       | Найкращий європейський фільм     | Жак Одіар                                       | Номінація |
| 2013 | Премія «Сезар»                           | Найкращий фільм                  | Найкращий фільм                                 | Номінація |
| 2013 | Премія «Сезар»                           | Найкращий режисер                | Жак Одіар                                       | Номінація |
| 2013 | Премія «Сезар»                           | Найперспективніший актор         | Матіас Шонартс                                  | Перемога  |
| 2013 | Премія «Сезар»                           | Найкращий сценарій               | Жак Одіар, Тома Бідеґен                         | Перемога  |
| 2013 | Премія «Сезар»                           | Найкраща акторка                 | Міріон Котіяр                                   | Номінація |
| 2013 | Премія «Сезар»                           | Найкраща операторська робота     | Стефан Фонтен                                   | Номінація |
| 2013 | Премія «Сезар»                           | Найкраща оригінальна музика      | Александр Деспла                                | Перемога  |
| 2013 | Премія «Сезар»                           | Найкращий монтаж                 | Жульєт Велфлін                                  | Перемога  |
| 2013 | Премія «Сезар»                           | Найкраще звукове оформлення      | Бріжит Талландьє, Паскаль Віллар, Жан-Поль Гурі | Номінація |
| 2013 | Премія «Гойя»                            | Найкращий європейський фільм     | Найкращий європейський фільм                    | Номінація |
| 2013 | BAFTA                                    | Найкраща жіноча роль             | Маріон Котіяр                                   | Номінація |
| 2013 | BAFTA                                    | Найкращий фільм іноземною мовою  | Найкращий фільм іноземною мовою                 | Номінація |